# Powiat Chodzieski
Der Powiat Chodzieski ist ein Powiat (Kreis) in der polnischen Woiwodschaft Großpolen. Der Powiat hat eine Fläche von 680,58 km², auf der 47.000 Einwohner leben. Die Bevölkerungsdichte beträgt 69 Einwohner/km² (2019).

## Gemeinden
Der Powiat umfasst fünf Gemeinden, davon eine Stadtgemeinde, drei Stadt-und-Land-Gemeinden und eine Landgemeinden.

### Stadtgemeinde
- Chodzież (Colmar)

### Stadt-und-Land-Gemeinden
- Budzyń (Budsin)
- Margonin (Margonin)
- Szamocin (Samotschin)

### Landgemeinde
- Chodzież